# Chiesa del Santissimo Nome di Maria (Carro)
La chiesa del Santissimo Nome di Maria è un luogo di culto cattolico situato nella frazione di Ziona, in piazza Santa Maria, nel comune di Carro in provincia della Spezia. La chiesa è sede della parrocchia omonima del vicariato della Media Val di Vara della diocesi della Spezia-Sarzana-Brugnato.

## Storia e descrizione

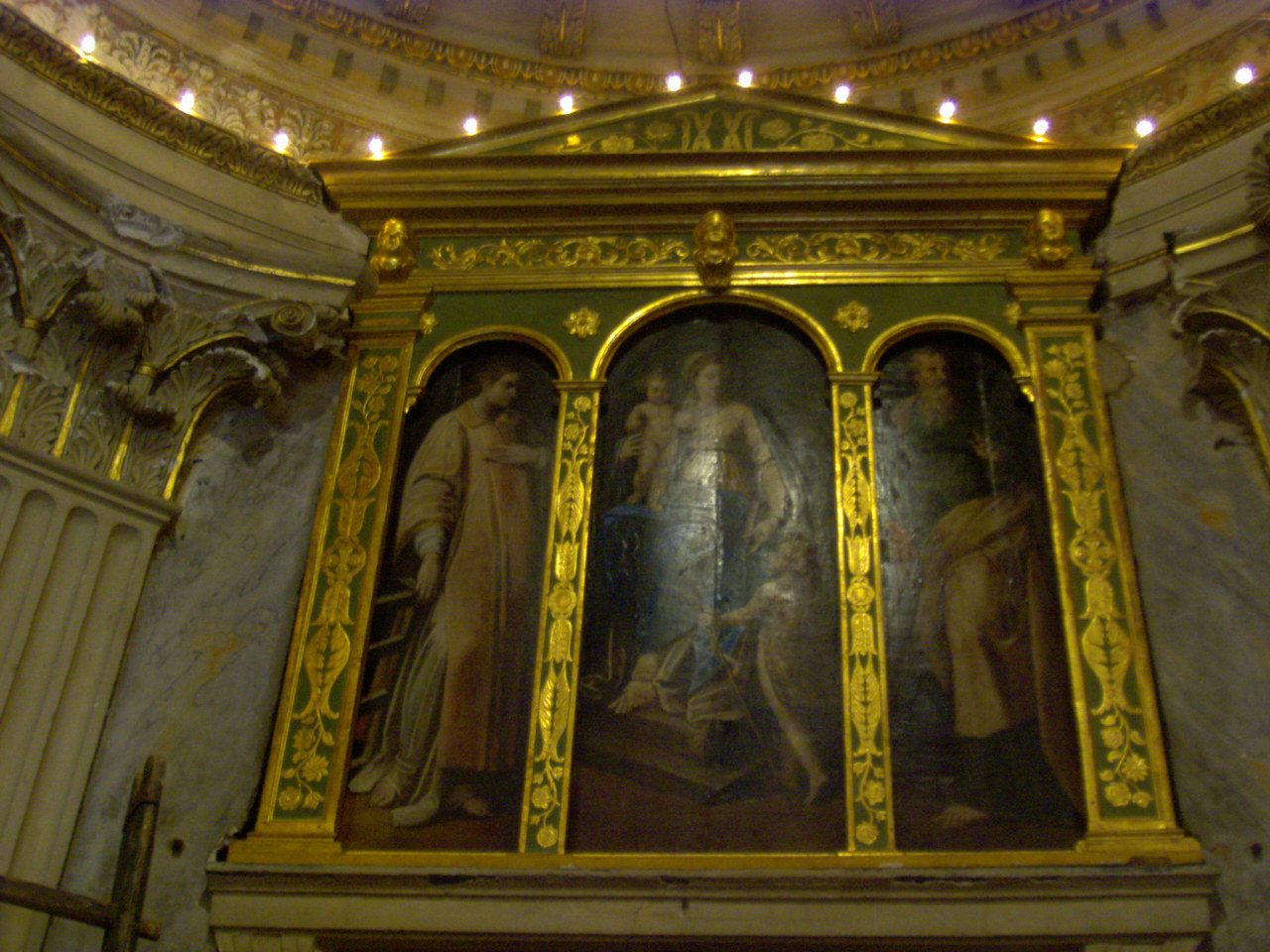
Il trittico della prima metà del XVI secolo

L'edificio religioso è situata presso il piccolo agglomerato di Ziona, borgo medievale perfettamente conservato nonostante alcune ristrutturazioni effettuate tra il 1670 e il 1800; la chiesa fu elevata al titolo di parrocchiale già dal XIII secolo.
Al suo interno è conservato un trittico della prima metà del XVI secolo raffigurante la Madonna con il Bambino Gesù e i santi Giovannino, Andrea e Lorenzo.